# 21613 Schlecht
A 21613 Schlecht (ideiglenes jelöléssel 1999 JF68) a Naprendszer kisbolygóövében található aszteroida. A LINEAR projekt keretében fedezték fel 1999. május 12-én.